# Pittosporum undulatum
Pittosporum undulatum là một loài thực vật có hoa trong họ Pittosporaceae. Loài này được Vent. miêu tả khoa học đầu tiên năm 1802.